# Rio Lajeado Grande dos Índios
Der Rio Lajeado Grande dos Índios ist ein etwa 50 km langer linker Nebenfluss des Rio Iguaçu im Süden des brasilianischen Bundesstaats Paraná.

## Etymologie
Lajeado ist der portugiesische Begriff für Steinplatten oder Pflastersteine. Der Name Rio Lajeado Grande dos Índios bedeutet also Großer Indianerplattenfluss. 

## Geografie

### Lage
Das Einzugsgebiet des Rio Lajeado Grande dos Índios befindet sich auf dem Terceiro Planalto Paranaense (Dritte oder Guarapuava-Hochebene von Paraná).

### Verlauf
Sein Quellgebiet liegt im Westen des Munizip Mangueirinha etwa 15 km westlich des Hauptorts auf 757 m Meereshöhe in der Nähe der PR-281.
Der Fluss verläuft in nördlicher Richtung. Nach etwa 5 km erreicht er die Grenze zum Munizip Chopinzinho, die er bis zu seiner Mündung bildet. Er mündet auf 489 m Höhe von links in den Rio Iguaçu, der hier von der Salto-Santiago-Talsperre aufgestaut ist. Er ist etwa 50 km lang.

### Munizipien im Einzugsgebiet
Am Rio Lajeado Grande dos Índios liegen die zwei Munizipien Mangueirinha und Chopinzinho.

## Terras Indígenas
Der Fluss bildet die östliche Grenze der Reserva Indígena Mangueirinha. Gemäß der Datenbank der indigenen Territorien des Instituto Socioambiental leben hier 765 Menschen von den Völkern der Guarani, der Guarani Mbya und der Kaingang.(Stand: 2014).
| Terra indígena | Völker                             | Bewohner | Fläche (km²) | Bewohner pro km² | Kategorie        |
| -------------- | ---------------------------------- | -------- | ------------ | ---------------- | ---------------- |
| Mangueirinha   | Guarani, Guarani Mbya und Kaingang | 765      | 164          | 4,7              | Reserva Indígena |